# 4-й Видземский латышский стрелковый полк
4-й Ви́дземский латы́шский стрелко́вый полк (латыш. 4. Vidzemes latviešu strēlnieku pulks) — пехотная стрелковая воинская часть Русской императорской армии. Вооружённое формирование латышских стрелков в составе 1-й Латышской стрелковой бригады, принимавшее участие в боях Первой мировой войны с 1916 по 1918 годы. Полк сформирован из 4-го Видземского латышского стрелкового батальона 3 ноября 1916 года. 30 декабря 1917 года полк был включён в состав Латышского стрелкового корпуса. 6 апреля 1918 года полк был демобилизован по условиям Брест-Литовского мирного договора.

## Создание батальона
4-й Видземский латышский стрелковый батальон изначально был задуман как дополнительный батальон для добровольческих защитников Риги в сентябре 1915 года, укомплектован 2 февраля 1916 года. Он был сформирован из латышей, ранее призванных в другие части русской армии. На знамени батальона было изображено восходящее солнце с мечом и дубовой ветвью над ним. Первоначально в каждом батальоне было четыре роты и пять команд — разведчики, пулемётчики, конные подрывники, связисты и хозяйственная команда. В состав батальона входило 26 офицеров, 7 врачей и гражданских служащих, 1246 солдат и унтер-офицеров. В нём также было 164 лошади, 4 пулемёта и 47 повозок. Каждый батальон сформировал свой военный оркестр. Летом 1916 года в батальоне создали ещё две роты.

## Формирование полка
В рамках подготовки к Рождественским боям 3 ноября 1916 года батальон был преобразован в полк и включён в состав 1-й Латышской стрелковой бригады. В полку было восемь рот и восемь команд — пулемётчики, сапёры, конные разведчики, пехотные разведчики, связь, полиция, учёт оружия и траншейные пушки. Штат — 50 офицеров, 7 врачей и служащих, 1497 солдат и унтер-офицеров. В нём также было 290 лошадей и 104 повозки.

## Командиры
- подполковник Эдуард Яковлевич Пауль[латыш.] (12.10.1915—18.03.1916),
- полковник Антон Петрович Зельтин[латыш.] (18.03.1916—27.01.1917),
- полковник Рудольф Карлович Бангерский (и. д. 27.01—11.02.1917),
- полковник Антон Петрович Зельтин (с 11.02.1917)

## Участие в боях
- В феврале-сентябре 1916 года 4-й Видземский латышский стрелковый батальон участвовал в позиционных боях на болотах между Смарде и Кемери.
- В Рождественских и Январских боях в составе 4-го Видземского латышского стрелкового полка участвовало 30 офицеров, 1129 стрелков, 148 гренадеров и 233 унтер-офицера и солдата во вспомогательных командах. Полк потерял убитыми, ранеными и пропавшими без вести 12 офицеров, 884 стрелка и унтер-офицера[2].

### Бой под Кемери в 1916 году
Бой 16 февраля на дороге Кемери — Тукумс: 2 убитых, 2 раненых. Битва при Смарде 14 февраля: пропало 4 человека. 10 марта бой под Клапкалнциемсом и Рагациемсом без потерь. Битва 15 апреля: 5 погибших. 1 сентября бой под Кемери: 4 убитых, 25 раненых. 8—9 сентября бой под Смарде и Кемери: 15 убитых, 52 раненых.

### Рождественские бои в Тирельском болоте в 1917 году
5—6 января бой в Тирельском болоте: 177 пало, 525 ранено, 218 пропало без вести. 11—13 января бой в Тирельском болоте: нет данных.

### Битва за Ригу в 1917 году
2 сентября бой у села Гренгофа под Олайне без потерь.

## Ликвидация
30 декабря 1917 года, после Октябрьской революции, 4-й Видземский латышский стрелковый полк был включён в состав вновь сформированного Латышского стрелкового корпуса, которым командовал полковник Иоаким Вациетис. Корпус состоял из двух дивизий, которыми командовали Густав Мангулис и Пётр Авен. По условиям Брест-Литовского мирного договора 6 апреля 1918 года Советское правительство России издало приказ о демобилизации Латышского стрелкового полка и создании в составе Красной Армии Латышской стрелковой дивизии.

## Награждённые стрелки
- Рудольф Бангерский, капитан 1-го Усть-Двинского латышского стрелкового полка, впоследствии подполковник, командир полка (25.8.1915-18.11.1916), позже полковник 4-го Видземского латышского стрелкового полка, позднее начальник штаба Латышской стрелковой бригады. 17 января 1917 года в бою при Пулемётной горке[латыш.] лично произвёл разведку и выяснил положение фронта, под прямым и ожесточённым обстрелом вёл полк в штыковом бою и отвоевал утраченные позиции[4]. Награждён Георгиевским оружием (1917) и Военным орденом Лачплесиса III степени (1923).
- Леопольд Беркольд, поручик 4-го Видземского латышского стрелкового полка. 12 января 1917 года с запасной ротой перешёл в наступление под Пулемётной горкой, остановил немцев и обеспечил позицию правого крыла латышских стрелков. В этом бою был тяжело ранен[5]. Награждён Военным орденом Лачплесиса III степени (1924).
- Жанно-Роберт Бресме[латыш.], поручик 4-го Видземского латышского стрелкового полка с 11 апреля 1916 года. 23 декабря 1916 года, после прорыва немецкого фронта под Мангали, он атаковал своей ротой укрепления Скангали и под огнём врага занял 3 блиндажа в штыковом бою. Награждён орденом Св. Владимира IV степени (8 ноября 1917) и Георгиевским крестом IV степени[6].
- Александр Межцем[латыш.], врач-капитан 4-го Видземского латышского стрелкового полка. Во время Рождественских боёв 12 января 1917 года перевязочный пункт был перенесён с 3-х вёрст на 400 шагов от переднего края боевой линии, и видя, что на поле боя осталось много раненых, направился под обстрел с несколькими санитарами и сопроводил до медпункта, многие бойцы были спасены. Награждён за боевые заслуги орденами Св. Станислава II и III степени, Св. Анны II и III степени, Георгиевским крестом IV степени, 3 Георгиевских медалями. В июне 1919 года вступил в Отдельную студенческую роту и был назначен помощником старшего врача Лиепайского лазарета. В 1920 году был произведён в подполковники и назначен старшим врачом. В 1924 году за этот подвиг был награждён Военным орденом Лачплесиса III степени[7].
- Антон Зельтин[латыш.], полковник, командир 4-го Видземского латышского стрелкового полка. 23 декабря 1916 года в Рождественских боях со своим полком в упорной борьбе занял немецкие укреплённые блиндажи. 12 января 1917 года вновь занял укреплённые окопы на Пулемётной горке и до вечера держал их под непрекращающимся огнём врага. Награждён несколькими орденами Св. Анны и Св. Владимира, за заслуги в Рождественских боях — Георгиевским оружием. Также награждён Георгиевским крестом IV степени с лавровой ветвью[8].